# أوتو ماير (مونتير)
أوتو ماير (بالإنجليزية: Otto Meyer)‏ هو مونتير أمريكي، ولد في 12 يوليو 1901 في كاليفورنيا في الولايات المتحدة، وتوفي بنفس المكان في 18 أبريل 1980.

## وصلات خارجية
- أوتو ماير على موقع IMDb (الإنجليزية)
- أوتو ماير على موقع ألو سيني (الفرنسية)
- أوتو ماير على موقع قاعدة بيانات الأفلام السويدية (السويدية)
- أوتو ماير على موقع قاعدة بيانات الفيلم (الإنجليزية)
- أوتو ماير على موقع كينوبويسك (الروسية)